# Vítor Caldeira
Vítor Manuel da Silva Caldeira (Campo Maior, Portugal, 1960) és un jurista portuguès. president del Tribunal de Comptes Europeu.

## Trajectòria
És llicenciat en Dret per la Universitat de Lisboa i té un postgrau en Estudis Europeus a l'Institut Europeu de la Facultat de Dret d'aquesta universitat.
Era professor ajudant a la Facultat de Dret de la Universitat de Lisboa en1983-1984, i va treballar en la Inspecció General de Finances del Ministeri d'Hisenda de Portugal de 1984 a 2000. De 1996 a 1999 va ser professor ajudant a la Superior Institut de les Noves Professions.
Caldeira va ser elegit president del Tribunal de Comptes Europeu per a un mandat de tres anys el 16 de gener de 2008. El seu mandat va ser renovat el 12 de gener de 2011 per a un segon mandat, i el 23 de gener de 2014 per un tercer mandat.